# رودريغو (لاعب كرة قدم مواليد 1984)
رودريغو (بالبرتغالية: Rodriguinho‏) هو لاعب كرة قدم برازيلي في مركز الهجوم، ولد في 29 أبريل 1984 في كامبو غراندي في البرازيل. لعب مع أتلتيكو غويانيينسي ونادي التضامن ونادي بوتافوغو اس بي ونادي غاما ونادي فيلا نوفا ونادي مينيروس الرياضي.